# City of Villains
City of Villains é um MMORPG, que se constitui na seqüência de City of Heroes. Ao contrário do título anterior, em que se criava super-heróis, aqui, o jogador controla vilões. O jogo se passa em Rogue Isles, no litoral das Bermudas, no Oceano Atlântico. O mapa oferece uma jogabilidade linear, sendo que, quando um personagem evolui de nível, ele passa a atuar em uma outra área do cenário.
Uma das melhores características de City of Villains, que é a criação do personagem, foi ampliada neste título. É possível escolher entre novas roupas, acessórios, tipos de cabeça e ainda focalizar em partes específicas do corpo, para alterá-las. Além disso, o jogador deve personalizar seu vilão, escolhendo um cinco arquétipos disponíveis. As missões são o contrário das encontradas em City of Heroes, como seria de se esperar. Se no jogo anterior, era preciso proteger um cientista, por exemplo, nesse título, o jogador deve seqüestrá-lo.
Algumas novidades incluem a a possibilidade de se entrar em batalhas de jogador versus jogador (PvP), combatendo super-heróis, em áreas específicas do mapa. O jogador também pode criar uma base, que funciona como uma sede para o seu grupo de vilões. Dali, é possível podem viajar para locais específicos do cenário e adquirir novas missões.